# Université du Guyana
L'université du Guyana (en anglais, University of Guyana) est une université pluridisciplinaire d’Amérique du sud  située à Georgetown, capitale du Guyana. Elle est membre de l'association des universités du Commonwealth (Association of Commonwealth Universities ou ACU).

## Historique

### Origine
Cette université sud-américaine est fondée en 1963 à Georgetown, Guyana, dans des locaux temporaires prêtés par le Queens College et commence ses activités la même année en accueillant 179 étudiants.
Elle comprend trois facultés, Arts, Sciences naturelles et Sciences sociales.
À ses débuts, l'université du Guyana n'offre que le General Degree, équivalent de la licence française.

### Développement
Chronologie du développement de l'université :
- 1967
  - création de la Faculté de Sciences de l'Éducation.
- 1969
  - création de la Faculté de Technologie.
- 1973
  - premier cursus postgraduate, une maîtrise en Histoire des Antilles et du Guyana.
- 1976
  - cours de maîtrise en Biologie ;
  - cours de maîtrise en Sciences de l'Éducation.
- 1977
  - création de la Faculté d'Agriculture.
  - cours de maîtrise en Chimie ;
  - cours de maîtrise en Économie.
- 1977
  - cours de maîtrise en Sciences Politiques.
- 1981
  - La Faculté de Sciences de la Santé voit le jour. Avant l'ouverture de cette dernière, les programmes de Sciences de la Santé étaient proposés par la Faculté des Sciences Naturelles.
- 1984
  - cours de maîtrise en Géographie.
- 1985
  - début du cursus pour professionnels de la santé.
- à partir de 1996
  - introduction des programmes de niveau certificate et diploma.
- 2001-2002
  - cursus supplémentaires en :
    - agriculture ;
    - informatique ;
    - sciences (avec options en biologie, chimie, mathématiques et physique).
- 2002-2003
  - programme de soins infirmiers
  - ouverture du diplôme d’ingénierie aéronautique.
  - La Faculté d’Agriculture devient la Faculté d’Agriculture et de Forestry (Gestion des Forêts).
  - Les Facultés d'Art et de Sciences de l'Éducation fusionnent pour devenir la School of Education & Humanities (École de Lettres et de Sciences de l'Éducation).
- Depuis 2010
  - introduction de nouveaux programmes, dont :
    - Maîtrise en Administration ;
    - Licence en Pharmacie, Optométrie et Odontologie.

L'université reconnait les cursus d'institutions sœurs dans la Caraïbe depuis 1975.

## Campus
L'université possède deux campus :
- Le campus de Turkeyen, dont la multinationale britannique, Booker Group of Companies[2] offre le terrain au gouvernement qui en fait don à l'université[3] en 1969, est situé dans un quartier de la capitale, le Greater Georgetown.
- Le second campus, nommé indifféremment Tain, Corentyne ou Berbice[4],[5] ouvre en l'an 2000 et offre des programmes undergraduate en Education & Humanities (Lettres et Sciences de l'Éducation), Natural Sciences & Agriculture (Sciences Naturelles et Agriculture) et Social Sciences (Sciences Sociales). Il se trouve dans la région de Berbice, une ancienne colonie néerlandaise située le long du fleuve du même nom.

## Composantes
L'université du Guyana est composée de trois écoles et d'un institut :
- School of Earth & Environmental Sciences (Sciences de la Terre et de l'Environnement).
- School of Education & Humanities (Lettres et Sciences de l'Éducation).
- School of Professional Development (Formation Professionnelle).
- Institute of Distance & Continuing Education (Enseignement à distance)

## Scolarité

### Admissions
Seize ans est l'âge minimum d'inscription. Il est également possible de s'inscrire à l'université pour les plus de vingt-six ans n'ayant pas les diplômes requis — mais possédant une expérience professionnelle équivalente — en passant l'examen d'entrée à l'université du Guyana (UGEE), à condition de s'inscrire dans les deux années suivant l'examen.
Pour s’inscrire à un programme undergraduate (équivalent de la licence), il est nécessaire d'obtenir une mention « Bien » dans au moins cinq matières (dont la langue anglaise et les mathématiques) de l'équivalent du baccalauréat français. En revanche, pour les niveaux dits postgraduate (maîtrises et autres), chaque programme et faculté a ses propres exigences. Les exigences du programme undergraduate sont néanmoins un minimum.

### Évaluation des étudiants
Depuis l'année solaire 2011-2012, une moyenne générale de 2.0 (ou 10/20) est la note minimale pour obtenir un diplôme.

## Frais de scolarité
Dans le but d'être accessible aux Guyaniens pauvres, l'université à ses débuts ne demandait qu'une somme symbolique de cent dollars guyaniens. La pratique est abolie en 1974 et en 1994-1995 les frais sont de 127 000 $ par an, sauf pour les études de tourisme (158 000 $), de soins infirmiers (251 000 $), de droit (300 000 $) et de médecine (500 000 $).

## Nombre d'étudiants
Les chiffres concernant l'université du Guyana sont rares et contradictoires.
Le nombre d'étudiants inscrits à l'ouverture en 1963 varie de 164, selon le site officiel de l'université et celui de la CARICOM, à 179 selon le Dr Harold Drayton,, membre fondateur et l'ambassadeur Odeen Ishmael, auteur d'une histoire du Guyana dont l'un des chapitres est consacré la fondation de l'université. Le Dr Drayton décrit également l'équipe pédagogique de départ comme un groupe de treize professeurs en plus des trois chefs de facultés existantes.
Le site de la CARICOM affirme qu'en 2011 les étudiants inscrits au campus de Turkeyen étaient « plus de 5000 » contre 350 au campus de Berbice.
Le site Atlas Caraïbe avance, pour 1992, une population étudiante totale de 2 169 élèves et de 370 professeurs.

## Administration

### Chanceliers
Liste des chanceliers de l'université :
1. Sir Edgar Mortimer Duke (1963-1965)
2. Sir Arthur Lewis (1967-1973)
3. Sir William Demas (1975-1981)
4. Sir Shridath Ramphal (1987-1992)
5. Dr Rudolph Insanally (1994-2000)
6. Pr Calestous Juma (2002-2003)
7. Bertrand Ramcharran (2004-2007)
8. Dr Compton Bourne (2009-2012)
9. Nigel E. Harris (depuis 2015)

### Vice-chanceliers
1. Dr Lancelot Hogben (1963-1964)
  - Harold Dayton, Deputy Vice-Chancellor (1963-1964)
2. Dr Earp (1965-1968)
3. Dr Dennis Irvine (1969-1982)
4. Dr George Walcott (1982-1991)
5. Pr Dennis Craig (1991-1995)
6. Pr Harold Lutchman (1996-1999)
7. Dr James G. Rose (2001-2008)
8. Lawrence Carrington (2009-2012)
9. Jacob Opadeyi (2013-2016)

## Personnalités liées à l'université
- Cheddi Jagan, Premier ministre du Guyana (1961-1964)
- Moses Nagamootoo, Premier ministre (2015-2020)

### Professeurs
- Clive Thomas, professeur
- Derek Bickerton, maître de conférences
- Ali Mazrui, universitaire et essayiste

### Étudiants
- Odeen Ishmael[11], ambassadeur du Guyana